# So Far Away (Avenged Sevenfold)
So Far Away è un singolo del gruppo musicale statunitense Avenged Sevenfold, pubblicato il 5 aprile 2011 come terzo estratto dal quinto album in studio Nightmare.

## Descrizione
So Far Away è il primo brano scritto interamente dal chitarrista Synyster Gates ed è una dedica rivolta al batterista The Rev, scomparso il 28 dicembre 2009. Durante i concerti, la canzone è usata come tributo alla memoria di The Rev, con il pubblico che tiene in alto gli accendini, mentre sullo sfondo del palco una gigantografia commemora il batterista scomparso.

## Video musicale
Il videoclip è fondamentalmente diviso in due parti. Nella prima, i componenti del gruppo sono ripresi mentre suonano la canzone in studio e mentre guidano una Cadillac Fleetwood Convertible del 1959 (presumibilmente a Huntington Beach, città originaria della band). Durante brevi flashback, si vedono i componenti del gruppo da giovani mentre suonano in uno scantinato, escono insieme e rubano birre da un negozio. Nella seconda parte, c'è una collezione di video e foto con Rev, tratte dai primi anni di carriera del gruppo sino al 2009, anno della sua scomparsa.
Questo è il secondo video girato dopo la morte di Rev. Per il video, Synyster Gates chiese alla Schecter, l'azienda che produce le chitarre custom di Gates, di fare un'edizione speciale della propria chitarra, in cui le lettere "SYN", stampate sulla tastiera, fossero sostituite dalla parola "REV". Anche Johnny Christ, il bassista del gruppo, ha la tracolla del basso su cui è stampata la scritta "foREVer" (frase presente anche nella copertina dell'album Nightmare e che i fan utilizzano per commemorare il batterista).

## Tracce
1. So Far Away – 5:27
2. So Far Away (Radio Edit) – 4:34

## Formazione
Gruppo
- M. Shadows – voce
- Synyster Gates – chitarra
- Zacky Vengeance – chitarra
- Johnny Christ – basso

Altri musicisti
- Mike Portnoy – batteria

## Classifiche
| Classifica (2011)             | Posizione massima |
| ----------------------------- | ----------------- |
| Canada                        | 73                |
| Canada (rock)                 | 25                |
| Stati Uniti (alternative)     | 15                |
| Stati Uniti (mainstream rock) | 12                |
| Stati Uniti (rock)            | 5                 |